# Joan Albert van Steijn
Dr. Joan Albert van Steijn (Apeldoorn, 24 september 1884 – Den Haag, 13 januari 1964) was een Nederlands bosbouwkundige.

## Biografie
Van Steijn promoveerde in 1933 in Wageningen op een studie naar duinbebossing. Hij was inspecteur (1930-1937) en directeur (1937-1949) bij Staatsbosbeheer. Daarnaast bekleedde Van Steijn diverse functies op het gebied van natuurbescherming. Hij was voorzitter van Natuurmonumenten tussen 1952 en 1960.
Van Steijn overleed in 1964 op 79-jarige leeftijd.

## Publicaties
- Duinbebossching, Wageningen, 1933 (dissertatie).
- Gedenkboek ter gelegenheid van het 40-jarig bestaan van het Staatsboschbeheer, Utrecht, 1939.